# Codice privato
Codice privato è un film del 1988 diretto da Francesco Maselli. Unica interprete del film è Ornella Muti.

## Trama
Anna è stata appena lasciata dal compagno con il quale convive da alcuni anni. Telefona agli amici comuni per capire il motivo della rottura ma questi si dimostrano reticenti. Scopre il codice di accesso al computer ed ha così modo di scoprire piano piano i pensieri dell'uomo attraverso delle lettere scritte e mai spedite ed anche la vera ragione della rottura. Lei era di umili origini mentre lui un famoso scrittore, quando poco tempo prima la donna viene intervistata dalla televisione lui si rende conto di aver compiuto la sua opera, trasformare la figlia di fruttivendoli in una donna di cultura capace di affrontare molti argomenti con proprietà di linguaggio e cognizione di causa. Scopre inoltre che l'uomo non è all'estero per un viaggio di lavoro ma a casa di amici. Delusa e amareggiata decide di vendicarsi e si appresta a chiamare il figlio del compagno che si trova in una comunità di recupero per leggergli una delle lettere mai spedite nella quale se da un lato ammette di amarlo in quanto figlio, dall'altro lo considera un fallito per le scelte sbagliate che ha fatto.

## Riconoscimenti
- 1989 – David di Donatello
  - Candidatura alla migliore attrice protagonista a Ornella Muti

- 1989 – Nastro d'argento
  - Migliore attrice protagonista a Ornella Muti

- 1989 – Ciak d'oro
  - Migliore attrice protagonista a Ornella Muti[1]

- 1988 – European Film Awards 
  - Candidatura alla migliore attrice a Ornella Muti